# Городское училище (Новосибирск)
Городское училище на Красноярской улице, 117 — здание в Железнодорожном районе Новосибирска. Построено в 1911 году в рамках проекта по массовому сооружению школ на территории российских городов, инициированного фондом, основанным в честь 300-летия дома Романовых. Архитектор: Андрей Крячков. Памятник архитектуры регионального значения.

## История
В 1910 году архитектор Андрей Крячков и Городская управа Новониколаевска заключили договор о строительстве школьных зданий на территории города.

## Описание
Главный северо-восточный фасад ориентирован на Красноярскую улицу, северо-западный — на улицу 1905 года.
Здание состоит из основного объёма с двухскатной кровлей, к которому примыкают одноэтажная пристройка для служебного штата, а также завершённая четырёхскатным шатром четырёхэтажная входная башня, стены которой украшены горизонтальным рустом. К её юго-западной части пристроен небольшой объём в два этажа, в котором находятся санузлы и лестничная клетка.
Кирпичные стены здания базируются на бутовых ленточных фундаментах, их завершает крыша со сложной формой и стропильной конструкцией.
Цветовое оформление фасадов основано на контрасте оштукатуренных элементов декора и кирпичных стен.
Композиция фасадов завершена профилированным карнизом со значительным выносом.
Общие габариты — 18,4 × 34 м.

### Главный фасад
Главный фасад здания состоит из трёх частей. По центру его акцентирует башня, в которой находится главный вход с арочным порталом. Этот портал фланкируют спаренные полуколонны, на них установлен треугольный фронтон с небольшим оконным проёмом. Ритм узких и перспективно уменьшающихся в высоту оконных проёмов подчёркивает вертикаль башни.
Слева от входа находится полукруглая ниша из трёх частей, выше которой (на втором этаже) ступенчато расположены три узких оконных проёма с полукруглым завершением.
Окна первого этажа в правой части фасада имеют лучковое завершение и декорированы выступающими надоконными наличниками, объединёнными между собой гладким декоративным поясом. По верхней части прямоугольных окон второго этажа проходит гладкий фриз.

### Северо-западный фасад
Обращённый к улице 1905 года северо-западный фасад оформлен подобно главному северо-восточному фасаду. Его центральную часть выделяет ризалит, который завершается трёхчастным парапетом со сложной криволинейной формой.
На верхней части фланкирующих ризалит пилонов находятся декоративные накладки, украшенные вертикальными полосами и кольцами.

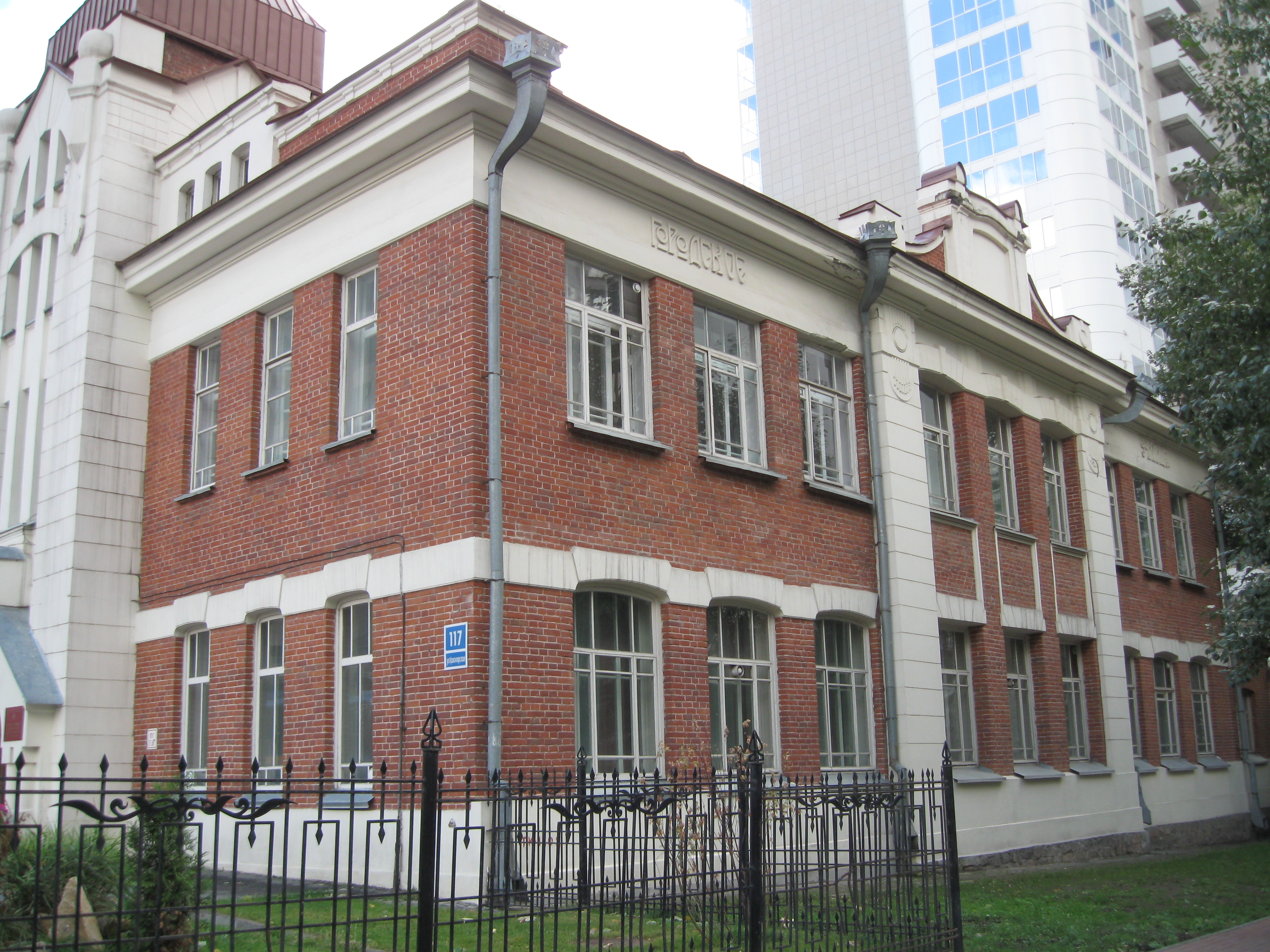
Вид на северо-западный фасад

### Интерьер
Планировочная структура относится к коридорному типу. Коридор здания хорошо освещается, на каждом этаже к нему примыкают по три просторных класса. В противоположных концах коридора находятся лестничные клетки.